# X (film, 2022)
X je americký slasher film z roku 2022, který napsal a zrežíroval Ti West. Snímek pojednává o skupině mladých lidí, kteří koncem 70. let přijíždí na texaský venkov, s cílem natočit zde pornografický film. Skupinu však nečekaně začíná ohrožovat na životě starý manželský pár. Hlavní role ve filmu ztvárnili Mia Goth, Martin Henderson, Brittany Snow, Owen Campbell a Jenna Ortega. Světová premiéra filmu proběhla v březnu 2022 na americkém filmovém a hudebním festivalu South by Southwest.